# Graffigny-Chemin
Graffigny-Chemin település Franciaországban, Haute-Marne megyében. Lakosainak száma 198 fő (2022. január 1.). Graffigny-Chemin Brainville-sur-Meuse, Chaumont-la-Ville, Malaincourt-sur-Meuse, Soulaucourt-sur-Mouzon, Vrécourt és Bourmont entre Meuse et Mouzon községekkel határos.

## Népesség
A település népességének változása:
| Lakosok száma | 370  | 319  | 273  | 235  | 215  | 229  | 232  | 215  | 206  | 198  |
|               | 1968 | 1982 | 1990 | 2006 | 2013 | 2015 | 2017 | 2019 | 2020 | 2022 |